# Шкуратов, Сергей Александрович
Серге́й Алекса́ндрович Шкура́тов (род. 14 марта 1958, Абакан, Хакасия) — мастер спорта СССР по лёгкой атлетике (1982), призёр всероссийских соревнований, многократный чемпион и призёр региональных и межрегиональных соревнований, заслуженный тренер РСФСР (1986), специалист в области спорта.

## Биография
Сергей Шкуратов родился 14 марта 1958 года в городе Абакане. Учился в абаканских школах № 30 и № 11, последнюю закончил в 1975 году. В 1976 году поступил в Омский государственный институт физической культуры и спорта. Однако в апреле 1978 года был отчислен со второго курса, получая повышенную стипендию за хорошую успеваемость, будучи активистом в двух научных студенческих обществах.

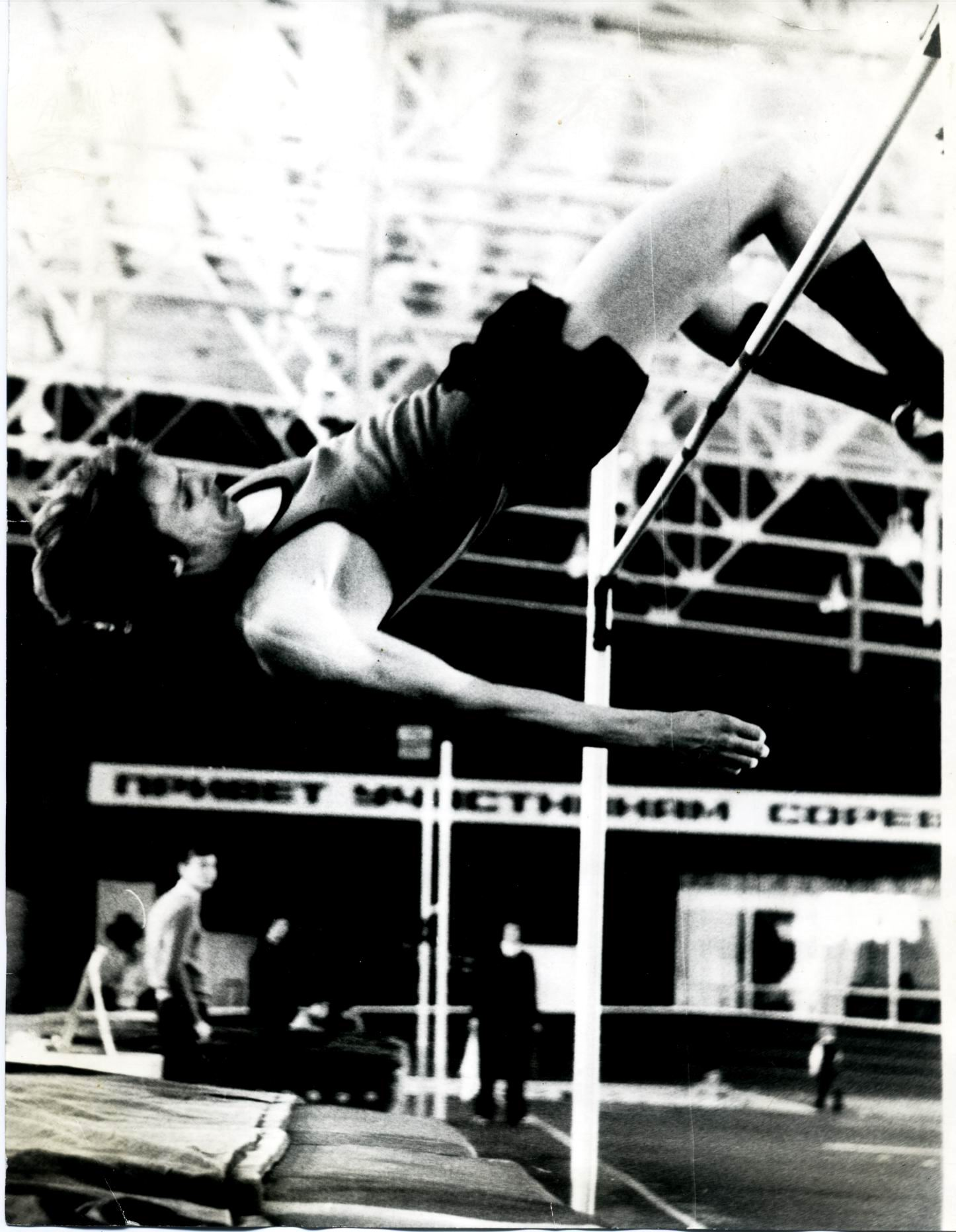
Прыжок Сергея Шкуратова на соревнованиях в Челябинске в 1985 году (2 м 18 см)

Занимался прыжками в высоту; в декабре 1977 года был на тренировке в Омске с гриппом и температурой 38,4. Получил сердечный приступ, врачи запретили тренироваться.
Первым тренером Сергея Шкуратова был И. П. Плотников.
В дальнейшем, не тренируясь, но выступая в соревнованиях, довёл свой результат в прыжках в высоту до 2 м 25 см (неофициально), официально — 2 м 22 см в Челябинске в 1986 году, что более 35 лет является непревзойдённым рекордом Хакасии. Был призёром чемпионатов РСФСР, многократным чемпионом и призёром чемпионатов Сибири и Дальнего Востока. Согласно информации журнала «Лёгкая атлетика», Сергей Александрович Шкуратов входил в число лучших легкоатлетов СССР.
После службы в армии (1978—1980) с 1981 года начал работать тренером в абаканской ДЮСШ. Последнее место работы в Абакане — Спортивная школа олимпийского резерва по лёгкой атлетике, в которой Сергей Александрович закончил работать в декабре 2016 года. С 2001 по 2006 год был на тренерской работе в Минске (Белоруссия).
С 2017 года живёт во Франции, в Марселе. Консультирует по технике прыжков во Франции, на Кипре, в Интернете. Оказывает тренерскую поддержку прыгунам из разных стран, приезжающим в Марсель на ежегодные международные соревнования.

## Воспитанники Сергея Шкуратова
- Игорь Парыгин, мастер спорта международного класса, который на первом Чемпионате мира среди юниоров (1986 год, Афины, Греция) стал чемпионом мира в тройном прыжке с результатом 16 м 97 см; в 1987 году в Таллине он прыгнул на 17 м 31 см, что уже три с половиной десятилетия является непревзойдённым рекордом Хакасии[14].
- Победительница кубка Белоруссии, серебряный призёр чемпионата Белоруссии, мастер спорта международного класса Жанна Гуреева (тройной прыжок)[15].
- Елена Муравская, чемпионка СССР среди юниоров 1986 года в прыжках в длину (6 м 35 см — этот её рекорд Хакасии продержался 30 лет).
- Юлия Шкуратова, мастер спорта СССР, чемпионка России среди студентов в прыжках в высоту (1 м 87 см — также непревзойдённый рекорд Республики Хакасии)[16].
- Алексей Шкуратов мастер спорта Республики Беларусь, чемпион Белоруссии в нескольких видах[17][18].
- Дмитрий Валюкевич, мастер спорта международного класса, чемпион Белоруссии, некоторое время тренировался у Шкуратова. Позднее Валюкевич выступал за Словакию[19].
- Другие спортсмены, в том числе чемпион Красноярского края Владимир Макаров, чемпионы и призёры юношеских, юниорских и взрослых чемпионатов и кубков Беларуси и т. д.